# 擬褐圓盾介殼蟲
擬褐圓盾介殼蟲（学名：Chrysomphalus bifasciculatus）为盾介殼蟲科褐圓盾介殼蟲屬下的一个种。